# Francisco Zuluaga
Francisco Zuluaga   (Medellín, 4 de febrer de 1929 - Medellín, 8 de novembre de 1993) fou un futbolista colombià de la dècada de 1950, i posteriorment entrenador de futbol.
Fou 9 cops internacional amb la selecció de Colòmbia amb la qual participà en el Mundial de 1962.
Pel que fa a clubs, defensà els colors de Millonarios FC, Santa Fe i Atlético Nacional.